# Bătălia de la Manzikert
Bătălia de la Manzikert (în greacă Μάχη του Μαντζικέρτ, în turcă Malazgirt Savașı) s-a dat între Imperiul Bizantin și turcii selgiucizi pe 26 august 1071, lângă Manzikert (în prezent Malazgirt, Provincia Muș, Turcia). Înfrângerea decisivă a armatei bizantine și capturarea împăratului Romanos al IV-lea Diogenes a jucat un rol important în subminarea autorității bizantine în Anatolia și Armenia, și a permis turcificarea treptată a Anatoliei.
Lupta a fost dusă de soldați profesioniști din tagmata deoarece un număr mare de mercenari și recruți anatolieni au dezertat înainte și au supraviețuit bătăliei. Înfrângerea de la Manzikert a fost dezastruoasă pentru bizantini, cauzând conflicte civile și o criză economică care a slăbit grav capacitatea de apărare a Imperiului Bizantin. A condus la colonizarea turcilor în Anatolia centrală — în 1080 o suprafață de 78.000 de kilometri pătrați a fost câștigată de către turcii selgiucizi. A fost nevoie de trei decenii de conflicte interne, înainte ca Alexios I (1081-1118) să restaureze stabilitatea Bizanțului. Istoricul Thomas Asbridge afirmă: „În 1071, selgiucizii au zdrobit o armată imperială în bătălia de la Manzikert (în estul Asiei Mici), și, deși istoricii nu mai consideră acest lucru să fi fost un eveniment catastrofic pentru greci, este totuși o lovitură dureroasă.". A fost pentru prima dată în istorie când un împărat bizantin a devenit prizonierul unui comandant musulman.

## Context
În anul 1071, sultanul selgiucid Alp Arslan pregătea o campanie împotriva fatimizilor aflați în Isauria, când află despre încercarea bizantină de a recâștiga Armenia. Armata pregătită de sultanul selgiucid nu avea dimensiuni importante, forțele fatimide pe care dorea să le alunge din Isauria nu erau semnificative.

## Bătălia
Diogenes se îndrepta spre răsărit, către lacul Van, în fruntea a o sută de mii de soldați. În acest timp, Arslan se afla în Armenia, cu treizeci de mii de călăreți și era permanent înștiințat, printr-o vastă rețea de spioni, asupra mișcărilor inamice, în vreme ce Romanus nu avea habar de localizarea trupelor turcomane. Faptul că orbecăia practic în plină zi, cautând să dea de urmă adversarului, nu l-a împiedicat pe nechibzuitul împărat să-și despartă trupele, săvârșind astfel o greșeală imensă. Romanus a ajuns la fortăreața Manzikert, cucerind cu ușurință zidurile cetății, la 23 august 1071.
A doua zi, căutând furaje pentru cai prin împrejurimi, ariergarda bizantină a descoperit ca forțele turcomane se apropiau și au dat alarma. La căderea serii, călăreții lui Arslan s-au ivit pe dealurile din apropiere, transformând orice posibil contraatac bizantin într-o adevărată sinucidere. În acea noapte, cavaleria ușoarǎ a lui Alp Arslan a hărțuit neîntrerupt tabăra bizantină, la lumina flăcărilor. Spionii sultanului au luat legătura cu mercenarii pecenegi și turcomani din oastea împăratului și i-au convins să i se alăture lui Arslan. Om de onoare, sultanul i-a propus termeni de pace împăratului, dar Romanus nici nu a vrut să audă. Mândria avea să-i fie pedepsită, căci după una dintre cele mai aprige lupte ale perioadei medievale, bizantinii au fost învinși. Cea mai mare armată adunată vreodată de împărații bizantini, marea cavalerie bizantină, temuții catafracți, au fost învinși la Manzikert. Însuși Diogenes a căzut prins în iureșul luptei. Totuși, unii istorici consideră că bizantinii au pierdut doar 10% din oameni în bătălie.
La această bătălie au participat și românii balcanici, fiind cetățeni cu drepturi și obligații ai Imperiului Roman. Peste aproape un secol, urmașii acestor români din jurul munților Balcani vor clădi Regatul (țaratul) Româno-bulgar.